# Bryan Namoff
Bryan Namoff est un joueur de soccer américain, né le 28 mai 1979 à Carson City, Nevada, États-Unis.
Il évolue entre 2001 et 2010 avec le club américain du DC United.

## Clubs
- 2001-2002 :  DC United
- 2002-2003 :  Richmond Kickers (en prêt)
- 2003-2010 :  DC United